# 261
El año 261 (CCLXI) fue un año común comenzado en martes del calendario juliano, en vigor en aquella fecha.
En el Imperio romano el año fue nombrado como el del consulado de Galieno y Tauro o, menos comúnmente, como el 1014 Ab urbe condita, siendo su denominación como 261 posterior, de la Edad Media, al establecerse el Anno Domini.

## Acontecimientos
- Galieno aplasta a los alamanes en Mediolanum.
- Galieno revoca el edicto de 257, que llevó a la persecución de los cristianos.
- Usurpadores de Galieno
  - La rebelión de Macriano el Viejo, Macriano el Joven y Quieto contra Galieno acaba. Macriano el Viejo y el Joven marchan desde Asia hasta Europa pero son derrotados en Tracia por Aureolo, el general del emperador Galieno, y ambos mueren. Quieto huye a la ciudad de Emesa, donde es matado por Odenato de Palmira.

## Nacimientos
- Lu Ji, escritor chino.

## Fallecimientos
- Quieto, pretendiente (usurpador) al trono del Imperio romano.